# 貨幣の切断
貨幣の切断（かへいのせつだん）では、主に歴史的に貨幣を切断して支払いに使用した事例について述べる。

## 歴史的な事例

### 秤量貨幣
秤量貨幣の場合は、重量がそのまま通用価値となるため、一部では端数等のために切断した上で使用されたこともある。

#### 日本の丁銀の切遣い
日本の江戸時代の秤量銀貨である丁銀は、慶長期までは、端数のために切断した上で使用されたことがあり、これを切遣いといい、切遣いされた丁銀を切銀という。古丁銀や前期慶長丁銀は切遣いしやすいように薄く作られており、また極印もどこを切っても少なくとも一部が残るように繰り返し打たれている。元和期になって端数計算に便利なように小重量銀貨である豆板銀が作られるようになり、そのころに丁銀の切遣いは禁止されたとされる。しかし、後年においても定量の包銀などを作るため、丁銀の切断が稀に行われており、その現物も現存している（後期慶長丁銀や文政丁銀など）。

#### 領国貨幣
江戸時代の貨幣としての丁銀が本格的に作られる以前の領国貨幣においても、切遣いされた丁銀と同様の切銀が見られ、出羽角館印切銀、越後寛字印切銀、佐渡徳通印切銀、出羽窪田印切銀などがある。これらの領国貨幣の切銀は、現代の古銭収集界では大きさや極印等の状態により価格に大差が出るとされる。

### 計数貨幣・紙幣
計数貨幣や紙幣の場合でも、半額ないし1/4の額面のために、貨幣を半分ないし1/4に切断して使用するなど、貨幣が切断されて使用された実例もいくつかある。

#### 古代ローマ
古代ローマ帝国の初期、各種の金貨・銀貨・銅貨が発行されていたが、必ずしも全ての種類の貨幣が潤沢に供給されていたわけではなく、時には特定の貨幣が不足気味になった。そのようなとき、高額の貨幣を半分に切断し、半額の貨幣2枚として使うことがあった。それに該当するものとして、ドゥポンディウス（2アス）黄銅貨を半分に切断して1アスとして使用したものなどが現存している。

#### 中世の西ヨーロッパにおけるペニー銀貨の切断
8 - 13世紀ごろ、西ヨーロッパで発行された貨幣はペニー銀貨のみであった。当時、日常的に発生した釣銭・支払い等で1ペニー未満の金額が発生した際、そのペニー銀貨を裏面の十字架に沿って半分ないし1/4に切断して使用していた。半分に切断したものは1ペニーの半額であるハーフペニー（半ペニー）、1/4に切断したものは1ペニーの1/4の額面であるファージングとして使用されていた。

#### 1848年のハンガリー革命の時期における1グルデン紙幣の切断
1848年のハンガリー革命のころ、当時ハンガリーで用いられていた紙幣・硬貨は次のようなもので、1グルデン＝60クロイツァーであった。
- 高額 - 1グルデン紙幣・2グルデン紙幣
- 中額 - 10クロイツァー銀貨・20クロイツァー銀貨
- 低額 - 1/2クロイツァー銅貨・1クロイツァー銅貨・3クロイツァー銅貨・5クロイツァー銅貨

当時はハンガリー革命で社会が不安定な時代だったので、ハンガリーの人々は半ばオーストリアに支配されている政府や銀行を全面的には信頼できず、素材の価値の保証されている銀貨は退蔵され、高額の紙幣と低額の銅貨の間を埋める貨幣は市中から姿を消してしまった。そこで、店の店主や客が、1グルデン紙幣を半分に切断して30クロイツァーとして使用したり、それを更に半分に切断して15クロイツァーとして使用したりしたという。まとめると次のようになる（銅貨の中で最高額の5クロイツァー銅貨の何枚分に当たるかも合わせ掲げておいた）。
- 完全な形の1グルデン紙幣 - 1グルデン - 5クロイツァー銅貨12枚分
- 半分に切断した1グルデン紙幣 - 30クロイツァー - 5クロイツァー銅貨6枚分
- 1/4に切断した1グルデン紙幣 - 15クロイツァー - 5クロイツァー銅貨3枚分

#### 後漢末期の剪輪銭と綖環銭
後漢末期には、豪族による土地所有の集中化が進み、人口の大部分である農民の経済力が低下し、貨幣の流通が衰退し、それにつれて低品質の貨幣が作られるようになった。その当時の低品質の貨幣の一つとして、元の半額というわけではないが、それまでの五銖銭や貨泉などで1枚の銭を外と内の2つに分割して2枚として使うことが行われた。2枚に分割した外側の銭を「綖環（すいがん・えんかん）銭」、内側の銭を「剪輪（せんりん）銭」と呼ぶが、一説によると後者は直接使用されたものの、前者は主に当時の低品質の貨幣である董卓五銖銭（董卓無文小銭）の原料として用いられ、そのまま流通することは少なかったという。

## 現代
現代においては、こうした硬貨・紙幣の切断は想定されていない。故意・過失等を問わず、切断・分割・破損等によって原型を損なった紙幣・硬貨は、国家にかかわらず基本的には直接支払いに用いることはできず、少なくとも強制通用力はなく、銀行等に持ち込んで価値の判定および交換をしてもらう必要がある。その基準は国によってまちまちである。

### 日本の場合
日本の紙幣（日本銀行券）の場合は、損傷紙幣が元の面積の2/3以上残っている場合は日本銀行・地方銀行等で全額交換してもらえるが、2/5以上2/3未満しか残っていない場合は半額となってしまうし、2/5未満しか残っていない場合は失効となってしまう（なおその最終的な判断をするのは日本銀行であり、日本銀行に直接持ち込んだ場合はその場で新品の紙幣・硬貨と交換してもらえるが、地方銀行等に持ち込んだ場合は、場合によっては鑑定のため日本銀行に送られた上後日銀行口座に振り込まれる形になる場合がある）。
仮に損傷紙幣を直接支払いに用いようとした場合、切断・分割・破損等によって原型を損なったものをテープ等で修復して全面積が残っている場合や、一部欠損しているものの一目見て明らかに2/3以上残っていてかつ分離していない場合は、店側が受け取ってくれる場合もあるが、その場合でも強制通用力がないため受け取りを拒否される可能性があり、なおかつマナー違反である。自販機の場合は受け付けず戻ってきたり、テープが貼られている場合など詰まって出なくなったりする原因となる場合がある。面積が2/3以上残っているかどうか微妙な場合や、明らかに2/3も残っていない場合、分離している場合等では確実に受け取りを拒否される。
日本の硬貨の場合、故意の損傷は貨幣損傷等取締法により処罰される。故意以外での日本の硬貨の損傷については、重量が元の硬貨の1/2を超えていれば日本銀行・地方銀行等で全額交換してもらえるが、1/2以下しか残っていない場合は失効となってしまう（なお日本の硬貨の場合でも日本銀行・地方銀行等における対応は日本銀行券と同様である）。
よって日本の現行通貨の場合、仮に上に述べた世界の歴史での実例と同様に紙幣や硬貨を半分や1/4にした場合は、そのそれぞれを直接支払いに用いることはできず、具体的な取り扱いは次のようになる。
- 半分の面積の紙幣の1片は日本銀行・地方銀行等での交換で半額となるが、1/4の面積の紙幣の1片だけでは日本銀行・地方銀行等で交換できない。いずれの場合も全面積が残っている場合はまとめて日本銀行・地方銀行等で全額交換できるが、それをテープ等で繋げた場合でも直接支払いに用いようとした場合は受け取りを拒否される可能性がある。
- 硬貨の場合は1片は失効相当の重量となり（ただし半分の場合、計量器の測定限界量でもずれていれば重量の大きい方が全額交換相当の重量となりはするが）、かつ故意と認められれば処罰されることになる。